# HAT-P-4b
HAT-P-4b ist ein Exoplanet, der den gelben Zwerg HAT-P-4 alle 3,057 Tage umkreist und der im Jahr 2007 im Rahmen des HATNet Projects, also mittels der Transitmethode, entdeckt wurde. Der Exoplanet umkreist seinen Stern in einer Entfernung von ca. 0,0446 Astronomischen Einheiten und hat eine Masse von ca. 216,2 Erdmassen bzw. 0,68 Jupitermassen.